# カメレオンパーティー
『カメレオンパーティー』は、FM NACK5で2016年10月2日から放送されているラジオ番組。
大宮アルシェ5階にあるCDショップ、HMV大宮アルシェ店内の「STUDIO ARCHE」から公開生放送されている。

## 概要
近年、NACK5では日曜日の午後・夜の時間帯にアイドル専門番組を放送してきたが、2016年10月の改編で刷新され、総合音楽番組としてスタートした。
この番組では、パーソナリティを務める「ラジオ界きっての“全方位男”」でもある土屋礼央が、情報に対して、「礼央なりの解釈」をもって番組を送るとともに、佐々木もよこと共に様々な話題とバラエティー豊かな音楽を送る。

## 放送時間

### プロ野球オフシーズン中（毎年10月 - 翌年3月）
- 毎週日曜日 12:55 - 17:55

### プロ野球シーズン中（毎年4月 - 9月）
プロ野球シーズン中は基本的にプロ野球中継（NACK5 SUNDAY LIONS）があるため、試合開始時間、中継終了時間によってこの番組の放送時間が変わる。プロ野球中継の代わりにJリーグ中継（サッカースタジアムライブ）を放送する場合も、同様の対応となる。
- 16:00 - 21:00（試合開始：13:00の場合） プロ野球中継・Jリーグ中継とも行われない場合も基本的にはこの放送時間となる[2]。
- 17:00 - 21:00（試合開始：14:00の場合）

試合状況によって13:00試合開始の試合では最大で17:00まで、14:00試合開始の試合では最大で18:00まで延長して中継するため、その場合は野球中継終了後からの短縮放送となり、コーナーの順序が入れ替わる、カメレオンミックス・ミスカメレオンが休止になる等の対応が採られる。
その他の試合開始時間の場合は下記の通りとなる。
- 12:55 - 16:55（試合開始：17:00の場合）
- 12:55 - 17:55（試合開始：18:00の場合）

### タイムテーブル（プロ野球オフシーズン編成）
- 12:55 オープニング
- 13:15 カメレオンスタジアム
- 13:45 NACK5 TRAFFIC
- 14:10 カメレオンの部屋（ゲストコーナー）
- 14:45 NACK5 TRAFFIC
- 14:47 NACK5 NEWS
- 15:00 カメレオンミックス（アーティスト特集）
- 15:30 NACK5 TRAFFIC
- 15:40 曲の途中ですみません
- 16:00 NACK5 NEWS
- 16:10 カメレオンの部屋（ゲストコーナー）
- 16:30 NACK5 TRAFFIC
- 16:45 ディスコソングをお届けするコーナー
- 17:15 ミスカメレオン
- 17:30 NACK5 TRAFFIC
- 17:35 おつかれパーティー（略しておつパ）

NACK5 NEWS（ニュース）は植万由香アナウンサー、交通情報は交通管制センターの森下奈津子が担当している（金～日曜担当）。

### タイムテーブル（プロ野球シーズン編成）
※プロ野球中継の延長・開始時間で時間変動あり。
- 16:00 オープニング
- 16:20 カメレオンスタジアム
- 16:30 NACK5 TRAFFIC
- 17:10 カメレオンの部屋（ゲストコーナー）
- 17:30 NACK5 TRAFFIC
- 17:40 ミスカメレオン
- 17:55 NACK5 NEWS
- 18:05 NACK5 TRAFFIC
- 18:08 カメレオンミックス（アーティスト特集）
- 18:30 NACK5 TRAFFIC
- 18:40 曲の途中ですみません
- 19:02 NACK5 TRAFFIC
- 19:10 カメレオンの部屋（ゲストコーナー）
- 19:30 NACK5 TRAFFIC
- 19:45 ディスコソングをお届けするコーナー
- 20:01 NACK5 TRAFFIC
- 20:15 おつかれパーティー（略しておつパ）
- 20:30 NACK5 TRAFFIC
- 20:40 スナックもよこ

NACK5 NEWS（ニュース）は植万由香アナウンサー、交通情報は交通管制センターの森下奈津子が担当している（金～日曜担当）。プロ野球中継が17:00・18:00開始の場合はオフシーズン編成のタイムテーブルを適用する。

## 出演

### パーソナリティ
- 土屋礼央
- 佐々木もよこ

### 代打MC

#### 土屋の代打
- 藤原倫己（2017年9月17日）
- チャンカワイ（Wエンジン）（2018年9月23日）
- コカドケンタロウ（ロッチ）（2019年6月2日・2021年2月14日、12月19日・2022年10月9日・2025年7月13日)
- ふかわりょう（2020年5月10日）
- 高森浩二[3]（2022年1月23日）
- 都築拓紀（四千頭身）（2023年8月27日）
- 辰巳雄大（ふぉ〜ゆ〜）（2024年7月21日・2025年5月4日[注 1]）
- Den（リンダカラー∞）（2025年4月20日）[注 2]
- 坪倉由幸（我が家）（2025年4月27日）[注 3]

#### 佐々木の代打
- 森遥香（2020年12月6日と13日）[注 4]
- 宮澤佐江（2020年12月20日と27日）[注 5]
- 井上咲楽（2022年1月16日）

### スタジオ進行[注 6]
- 春日萌花（2020年4月26日）
- パーマ大佐（2020年5月3日）

## コーナー

### カメレオンの部屋
ゲストコーナーミュージシャンだけではなく大宮駅の駅長やタレントも出演となり、各ゲストにより2曲ずつ選曲される。

### カメレオンミックス
日曜日に出かけている人が車の中などで盛り上がれる有名アーティストの楽曲を約15分のMIXするコーナー。時間短縮で放送される場合は休止することがある。取り上げたアーティスト等は以下の通り。

### カメレオンスタジアム
日曜日発売のスポーツ新聞を元にスポーツに関するトークをする。パーソナリティの2人がスポーツに興味があるということでこのコーナーが設けられた。

### おつかれパーティー（略しておつパ）
日曜日も仕事で働いているリスナーに電話するコーナー。2017年10月からは日曜のみならず平日も働いている人も電話を繋ぐ対象になっている。

### ミスカメレオン
佐々木が土屋とリスナーに伝えたい流行り物やはまっている事を紹介するコーナー。セレクトは佐々木自身のため作家やスタッフは関わっていない事が2016年10月9日の放送で明かされた。

### スナックもよこ（夜カメパ限定コーナー）
2017年4月9日放送分から12時55分の時間枠でSUNDAY LIONSの中継が入り、時間枠が夜に移動したことにより佐々木がスナックのママに扮してリスナーの悩みを相談するコーナーが始まった。相談は受けるが回答よりアドバイスがメイン。アドリブで繰り広げられるため、アドリブに困らないようにスナック内の内装とママの前職を事前に決めているがトークを繰り広げる内に設定が忘れ去られている。

### 曲の途中ですみません
2018年4月1日から始まった土屋礼央主導のコーナー。18時40分（プロ野球オフシーズン編成は15時40分）頃のオンエア曲が該当。短縮放送の場合は休止することがある。
基本ラジオでは1番しか放送されない曲をあえて1曲丸ごと放送し「ここが気持ちいい！」というポイントを曲に重ねて解説するコーナー。感情移入してしまい、曲を止めてしまうこともある。
時に鍵盤を弾いたり歌ったりしながら、土屋礼央視点のフォーカスで楽曲の面白さや聴きどころを例えを駆使して分かりやすく、熱く解説している。
| 放送日                        | 選曲 |        |        |        |        |        |
| 2018年                        | 2018年 | 2018年 | 2018年 | 2018年 | 2018年 | 2018年 |
| ----------------------------- | --- | ------ | ------ | ------ | ------ | ------ |
| 2018年 4月 1日                | Donny Hathaway「The Ghetto」(LIVE盤) |        |        |        |        |        |
| 2018年 4月 8日                | 玉置浩二「カリント工場の煙突の上に」(LIVE盤) |        |        |        |        |        |
| 2018年 4月15日                | jamiroquai「Space Cowboy」 |        |        |        |        |        |
| 2018年 4月22日                | ゲスの極み乙女。「私以外私じゃないの」 |        |        |        |        |        |
| 2018年 4月29日                | 植村花菜「トイレの神様」 |        |        |        |        |        |
| 2018年 5月 6日                | Billy Joel「UP TOWN GIRL」、KAN「愛は勝つ」 |        |        |        |        |        |
| 2018年 5月13日                | Stevie Wonder「Summer Soft」、UNICORN「人生は上々だ」 |        |        |        |        |        |
| 2018年 5月20日                | THE ALFEE「英雄の詩」 |        |        |        |        |        |
| 2018年 5月27日                | KAN「よければ一緒に」 |        |        |        |        |        |
| 2018年 6月 3日                | D'Angelo「Brown Sugar」 |        |        |        |        |        |
| 2018年 6月10日                | いきものがかり「じょいふる」 |        |        |        |        |        |
| 2018年 6月17日                | Superfly「タマシイレボリューション」 |        |        |        |        |        |
| 2018年 6月24日                | Michael Jackson「BLACK OR WHITE」 |        |        |        |        |        |
| 2018年 7月 1日                | Maroon 5「Sunday Morning」、Coldplay「VIVA LA VIDA」 |        |        |        |        |        |
| 2018年 7月 8日                | Mr.Children「innocent world」 |        |        |        |        |        |
| 2018年 7月15日                | スガシカオ「ストーリー」、Stevie Wonder「SUPERSTITION」 |        |        |        |        |        |
| 2018年 7月22日                | CHAGE and ASKA「SAY YES」、平井堅「瞳をとじて」 大塚愛「さくらんぼ」、aiko「ボーイフレンド」、T.Rex「Get It On」 |        |        |        |        |        |
| 2018年 7月29日                | 椎名林檎「走れゎナンバー」 |        |        |        |        |        |
| 2018年 8月 5日                | THEドリフターズ関連楽曲 「ヒゲのテーマ」「DO ME」「ドリフの早口言葉」 「DON'T KNOCK MY LOVE」「ドリフのバイのバイのバイ」 |        |        |        |        |        |
| 2018年 8月12日                | 桑田佳祐「白い恋人達」 |        |        |        |        |        |
| 2018年 8月19日                | Aretha Franklin「Think」 |        |        |        |        |        |
| 2018年 8月26日                | モーニング娘。「真夏の光線」 |        |        |        |        |        |
| 2018年 9月 2日                | RAG FAIR「Magical Music Train」「全員がヒーロー」 |        |        |        |        |        |
| 2018年 9月 9日                | プリンセス プリンセス「世界でいちばん熱い夏」 |        |        |        |        |        |
| 2018年 9月16日                | Jack Johnson「Times Like These」 |        |        |        |        |        |
| 2018年 9月30日                | LUNA SEA「ROSIER」 |        |        |        |        |        |
| 2018年10月 7日                | E-girls「Perfect World」、「Show Time」 |        |        |        |        |        |
| 2018年10月14日                | ゴダイゴ「Monkey Magic」、MONKEY MAJIK「Monkey Magic」 |        |        |        |        |        |
| 2018年10月21日                | Queen「BOHEMIAN RHAPSODY」 |        |        |        |        |        |
| 2018年10月28日                | MONKEY MAJIK × サンドウィッチマン「ウマーベラス」 |        |        |        |        |        |
| 2018年11月 4日                | レキシ「狩りから稲作へ」 |        |        |        |        |        |
| 2018年11月11日                | フジファブリック「夜明けのBEAT」 |        |        |        |        |        |
| 2018年11月18日                | あいみょん「君はロックを聴かない」 |        |        |        |        |        |
| 2018年11月25日                | aiko「ストロー」 |        |        |        |        |        |
| 2018年12月 2日                | 三浦大知「EXCITE」 |        |        |        |        |        |
| 2018年12月 9日                | Suchmos「VOLT-AGE」 |        |        |        |        |        |
| 2018年12月16日                | 森高千里「ジン ジン ジングルベル」 |        |        |        |        |        |
| 2018年12月23日                | 郷ひろみ「2億4千万の瞳」 |        |        |        |        |        |
| 2018年12月30日                | 米津玄師「Flamingo」 |        |        |        |        |        |
| 2019年                        | |        |        |        |        |        |
| 2019年 1月 6日                | 斉藤和義「僕の見たビートルズはTVの中」 |        |        |        |        |        |
| 2019年 1月13日                | Maroon 5「Sunday Morning」 |        |        |        |        |        |
| 2019年 1月20日                | 松田聖子「瞳はダイアモンド」 |        |        |        |        |        |
| 2019年 1月27日                | Official髭男dism「Stand By You」 |        |        |        |        |        |
| 2019年 2月 3日                | ONE OK ROCK「Wherever you are」 |        |        |        |        |        |
| 2019年 2月10日                | JUDY AND MARY「くじら12号」 |        |        |        |        |        |
| 2019年 2月17日                | Bruno Mars「That's What I Like」 |        |        |        |        |        |
| 2019年 2月24日                | 山下達郎「SPARKLE」、ポセイドン・石川「あんたがたどこさ」 |        |        |        |        |        |
| 2019年 3月 3日                | クラムボン「サラウンド」 |        |        |        |        |        |
| 2019年 3月10日                | 一青窈「ハナミズキ」 |        |        |        |        |        |
| 2019年 3月17日                | 槇原敬之「もう恋なんてしない」 |        |        |        |        |        |
| 2019年 3月24日                | スキマスイッチ「奏（かなで）」 |        |        |        |        |        |
| 2019年 3月31日                | いきものがかり「SAKURA」 |        |        |        |        |        |
| 2019年 4月 7日                | スピッツ「ロビンソン」 |        |        |        |        |        |
| 2019年 4月14日                | レミオロメン「もっと遠くへ」 |        |        |        |        |        |
| 2019年 4月21日                | BONNIE PINK「A Perfect Sky」 |        |        |        |        |        |
| 2019年 4月28日                | ORIGINAL LOVE「プライマル」 |        |        |        |        |        |
| 2019年 5月 5日                | 今井美樹「PRIDE」 |        |        |        |        |        |
| 2019年 5月12日                | ORIGINAL LOVE「AIジョーのブルース」 |        |        |        |        |        |
| 2019年 5月19日                | 平井堅「Precious Junk」 |        |        |        |        |        |
| 2019年 5月26日                | 椎名林檎と宮本浩次「獣ゆく細道」 |        |        |        |        |        |
| 2019年 6月 9日                | ゴールデンボンバー「女々しくて」 |        |        |        |        |        |
| 2019年 6月16日                | AI「ハピネス」 |        |        |        |        |        |
| 2019年 6月23日                | MISIA「Everything」 |        |        |        |        |        |
| 2019年 6月30日                | シュガー・ベイブ「今日はなんだか」 |        |        |        |        |        |
| 2019年 7月 7日                | 椎名林檎「丸ノ内サディスティック」 |        |        |        |        |        |
| 2019年 7月14日                | BEGIN「島人ぬ宝」 |        |        |        |        |        |
| 2019年 7月21日                | 井上陽水「少年時代」 |        |        |        |        |        |
| 2019年 7月28日                | King Gnu「白日」 |        |        |        |        |        |
| 2019年 8月 4日                | サカナクション「新宝島」 |        |        |        |        |        |
| 2019年 8月11日                | RIP SLYME「楽園ベイベー」 |        |        |        |        |        |
| 2019年 8月18日                | WANIMA「ともに」 |        |        |        |        |        |
| 2019年 8月25日                | Little Glee Monster「世界はあなたに笑いかけている」 |        |        |        |        |        |
| 2019年 9月 1日                | 星野源「SUN」 |        |        |        |        |        |
| 2019年 9月 8日                | 西川貴教「UNBROKEN (feat.布袋寅泰)」 |        |        |        |        |        |
| 2019年 9月15日                | 森山直太朗「夏の終わり」 |        |        |        |        |        |
| 2019年 9月22日                | ヤバイTシャツ屋さん「ハッピーウェディング前ソング」 |        |        |        |        |        |
| 2019年 9月29日                | Take 6「So Much 2 Say」、Rockapella「ダンス天国」 |        |        |        |        |        |
| 2019年10月 6日                | 安室奈美恵「WoWa」 |        |        |        |        |        |
| 2019年10月13日                | 宇多田ヒカル「光」 |        |        |        |        |        |
| 2019年10月20日                | 秦基博「ひまわりの約束」 |        |        |        |        |        |
| 2019年10月27日                | 井上陽水「氷の世界」 |        |        |        |        |        |
| 2019年11月 3日                | 玉置浩二「嘲笑」 |        |        |        |        |        |
| 2019年11月10日                | クレイジーケンバンド「タイガー&ドラゴン」 |        |        |        |        |        |
| 2019年11月17日                | 高橋洋子「残酷な天使のテーゼ」 |        |        |        |        |        |
| 2019年11月24日                | Official髭男dism「Pretender」 |        |        |        |        |        |
| 2019年12月 1日                | 星野源「夢の外へ」、Deep Purple「Burn」 |        |        |        |        |        |
| 2019年12月 8日                | 「Santa Claus is Coming to Town」 The Jackson 5、 Pentatonix、 Carpenters、 Justin Bieber |        |        |        |        |        |
| 2019年12月15日                | John Williams「STARWARS Main Title」 |        |        |        |        |        |
| 2019年12月22日                | 石川さゆり「津軽海峡・冬景色」 |        |        |        |        |        |
| 2019年12月29日                | ゴスペラーズ「永遠に」 |        |        |        |        |        |
| 2020年                        | |        |        |        |        |        |
| 2020年 1月 5日                | 氷川きよし「限界突破×サバイバー」 |        |        |        |        |        |
| 2020年 1月12日                | J×TakanoriNishikawa「REAL×EYEZ」 |        |        |        |        |        |
| 2020年 1月19日                | Bank Band「歌うたいのバラッド」 |        |        |        |        |        |
| 2020年 1月26日                | Mrs. GREEN APPLE「CHEERS」 |        |        |        |        |        |
| 2020年 2月 2日                | WANDS「真っ赤なLip」 |        |        |        |        |        |
| 2020年 2月 9日                | After the Rain「1・2・3」 |        |        |        |        |        |
| 2020年 2月16日                | JUJU「やさしさで溢れるように」 |        |        |        |        |        |
| 2020年 2月23日                | 嵐「Love so sweet」 |        |        |        |        |        |
| 2020年 3月 1日                | aiko「花火」 |        |        |        |        |        |
| 2020年 3月 8日                | レミオロメン「粉雪」 |        |        |        |        |        |
| 2020年 3月15日                | 菅田将暉「まちがいさがし」 |        |        |        |        |        |
| 2020年 3月22日                | LiSA「紅蓮華」 |        |        |        |        |        |
| 2020年 3月29日                | Taylor Swift「Shake It Off」 |        |        |        |        |        |
| 2020年 4月 5日                | 絢香「三日月」 |        |        |        |        |        |
| 2020年 4月12日                | YUI「CHE.R.RY」 |        |        |        |        |        |
| 2020年 4月19日                | KAN「世界でいちばん好きな人」 |        |        |        |        |        |
| 2020年 4月26日                | スペクトラム「SUNRISE」 |        |        |        |        |        |
| 2020年 5月 3日                | パーマ大佐「J-POPの歌詞あるあるの歌」 |        |        |        |        |        |
| 2020年 5月17日                | TRICERATOPS「if」、Quattro Formaggi「STAND BY ME」 |        |        |        |        |        |
| 2020年 5月24日                | aiko「カブトムシ」 |        |        |        |        |        |
| 2020年 5月31日                | DREAMS COME TRUE「何度でも」 |        |        |        |        |        |
| 2020年 6月 7日                | GLAY「誘惑」 |        |        |        |        |        |
| 2020年 6月14日                | L'Arc〜en〜Ciel「HONEY」 |        |        |        |        |        |
| 2020年 6月21日                | 米米CLUB「愛はふしぎさ」 |        |        |        |        |        |
| 2020年 6月28日                | RADWIMPS「愛にできることはまだあるかい」 |        |        |        |        |        |
| 2020年 7月 5日                | 広瀬香美「ゲレンデがとけるほど恋したい」 |        |        |        |        |        |
| 2020年 7月12日                | スピッツ「優しいあの子」 |        |        |        |        |        |
| 2020年 7月19日                | 平井堅「瞳をとじて」 |        |        |        |        |        |
| 2020年 7月26日                | My Little Lover「Man & Woman」 |        |        |        |        |        |
| 2020年 8月 2日                | THE BLUE HEARTS「リンダリンダ」 |        |        |        |        |        |
| 2020年 8月 9日                | YOASOBI「夜に駆ける」 |        |        |        |        |        |
| 2020年 8月16日                | 米津玄師「感電」 |        |        |        |        |        |
| 2020年 8月23日                | ZARD「負けないで」 |        |        |        |        |        |
| 2020年 8月30日                | ポルノグラフィティ「アポロ」 |        |        |        |        |        |
| 2020年 9月 6日                | yama「春を告げる」 |        |        |        |        |        |
| 2020年 9月13日                | UNISON SQUARE GARDEN「シュガーソングとビターステップ」 |        |        |        |        |        |
| 2020年 9月20日                | NiziU「Make you happy」 |        |        |        |        |        |
| 2020年 9月27日                | 絢香×コブクロ「WINDING ROAD」 |        |        |        |        |        |
| 2020年10月 4日                | TEE「ベイビー・アイラブユー」 |        |        |        |        |        |
| 2020年10月11日                | CHARA「Junior Sweet」 |        |        |        |        |        |
| 2020年10月18日                | あいみょん「裸の心」 |        |        |        |        |        |
| 2020年10月25日                | TTRE「素敵な事があったら」 |        |        |        |        |        |
| 2020年11月 1日                | BTS「Dynamite」 |        |        |        |        |        |
| 2020年11月 8日                | キリンジ「エイリアンズ」 |        |        |        |        |        |
| 2020年11月15日                | B'z「ultra soul」 |        |        |        |        |        |
| 2020年11月22日                | Novelbright「Walking with you」 |        |        |        |        |        |
| 2020年11月29日                | aiko「ハニーメモリー」 |        |        |        |        |        |
| 2020年12月 6日                | RCサクセション「スローバラード」 |        |        |        |        |        |
| 2020年12月13日                | 「Sleigh Ride」 The Ronettes、Andrews Sisters、Andy Williams、Leroy Anderson ルロイ・アンダーソン「タイプライター」 |        |        |        |        |        |
| 2020年12月20日                | 菅田将暉「虹」 |        |        |        |        |        |
| 2020年12月27日                | AKB48「夕陽を見ているか?」 |        |        |        |        |        |
| 2021年                        | |        |        |        |        |        |
| 2021年 1月 3日                | BABYMETAL「イジメ、ダメ、ゼッタイ」 |        |        |        |        |        |
| 2021年 1月10日                | 乃木坂46「おいでシャンプー」 |        |        |        |        |        |
| 2021年 1月17日                | クリスタルキング「大都会」 |        |        |        |        |        |
| 2021年 1月24日                | 久保田利伸 with ナオミ・キャンベル「LA・LA・LA LOVE SONG」(LIVE盤) |        |        |        |        |        |
| 2021年 1月31日                | Official髭男dism「Universe」 |        |        |        |        |        |
| 2021年 2月 7日                | aiko「キラキラ」 |        |        |        |        |        |
| 2021年 2月21日                | 星野源「創造」 |        |        |        |        |        |
| 2021年 2月28日                | KAN「トランスフォーマー」 |        |        |        |        |        |
| 2021年 3月 7日                | Eve「廻廻奇譚」 |        |        |        |        |        |
| 2021年 3月14日                | 大塚愛「黒毛和牛上塩タン焼680円」 |        |        |        |        |        |
| 2021年 3月21日                | YOASOBI「怪物」 |        |        |        |        |        |
| 2021年 3月28日                | 松崎しげる「地平を駈ける獅子を見た」 |        |        |        |        |        |
| 2021年 4月 4日                | 特別編「作曲の途中ですみません」として、制作中の『もよこちゃんの曲』のデモ音源を初公開した |        |        |        |        |        |
| 2021年 4月11日                | 期間限定で『もよこちゃんの曲』の制作過程を報告 |        |        |        |        |        |
| 2021年 4月18日                | 「楽曲制作の途中ですみません」として『もよこちゃんの曲』の制作過程を報告 |        |        |        |        |        |
| 2021年 4月25日                | 「作曲の途中ですみません」として『もよこちゃんの曲』に詞をはめて弾き語りで披露した |        |        |        |        |        |
| 2021年 5月 2日                | 「作曲の途中ですみません」完結編 - 『もよこちゃんの曲』の1番が完成した |        |        |        |        |        |
| 2021年 5月 9日                | KAN+秦基博「カサナルキセキ」 |        |        |        |        |        |
| 2021年 5月16日                | Ado「踊」 |        |        |        |        |        |
| 2021年 5月23日                | Awesome City Club「アウトサイダー」 |        |        |        |        |        |
| 2021年 5月30日                | back number「怪盗」 |        |        |        |        |        |
| 2021年 6月 6日                | DISH//「猫」 |        |        |        |        |        |
| 2021年 6月13日                | Chinozo「グッバイ宣言」 |        |        |        |        |        |
| 2021年 6月20日                | ケツメイシ「夏の思い出」 |        |        |        |        |        |
| 2021年 6月27日                | Official髭男dism「Universe」 |        |        |        |        |        |
| 2021年 7月 4日                | YOASOBI「Into The Night」 |        |        |        |        |        |
| 2021年 7月11日                | MONGOL800「小さな恋のうた」 |        |        |        |        |        |
| 2021年 7月18日                | Vaundy「世界の秘密」 |        |        |        |        |        |
| 2021年 7月25日                | 緑黄色社会「LADYBUG」 |        |        |        |        |        |
| 2021年 8月 1日                | 藤井風「きらり」 |        |        |        |        |        |
| 2021年 8月 8日                | 嵐「カイト」 |        |        |        |        |        |
| 2021年 8月15日                | Reol「第六感」 |        |        |        |        |        |
| 2021年 8月22日                | 宇多田ヒカル「One Last Kiss」 |        |        |        |        |        |
| 2021年 8月29日                | Official髭男dism『Editorial』 |        |        |        |        |        |
| 2021年 9月 5日                | 椎名林檎「人生は夢だらけ」 |        |        |        |        |        |
| 2021年 9月12日                | 松平健「マツケンサンバII」 |        |        |        |        |        |
| 2021年 9月19日                | 東京女子流「Limited addiction」 |        |        |        |        |        |
| 2021年 9月26日                | 「作曲の途中ですみません」として『もよこちゃんの曲』のデモ音源を放送 |        |        |        |        |        |
| 2021年10月 3日                | 安室奈美恵「Love Story」、aiko「食べた愛」 |        |        |        |        |        |
| 2021年10月10日                | 椎名林檎「LET'S GO!」 |        |        |        |        |        |
| 2021年10月17日                | 松任谷由実「恋人がサンタクロース」 |        |        |        |        |        |
| 2021年10月24日                | 光GENJI「ガラスの十代」 |        |        |        |        |        |
| 2021年10月31日                | 竹内まりや「毎日がスペシャル」 |        |        |        |        |        |
| 2021年11月 7日                | Ado「阿修羅ちゃん」 |        |        |        |        |        |
| 2021年11月14日                | Kiroro「冬のうた」 |        |        |        |        |        |
| 2021年11月21日                | 上白石萌音「I'll be there」 |        |        |        |        |        |
| 2021年11月28日                | SPEED「White Love」 |        |        |        |        |        |
| 2021年12月 5日                | 槇原敬之「冬がはじまるよ」 |        |        |        |        |        |
| 2021年12月12日                | Vaundy「花占い」、緑黄色社会「Mela!」、Official髭男dism「Universe」 |        |        |        |        |        |
| 2021年12月26日                | 挫・人間、黒木渚、ドラマストア |        |        |        |        |        |
| 2022年                        | |        |        |        |        |        |
| 2022年 1月 2日                | Conton Candy「ロングスカートは靡いて」、グソクムズ「すべからく通り雨」 ウルトラ寿司ふぁいやー「全てはエンターテイメント」、WurtS「リトルダンサー」 |        |        |        |        |        |
| 2022年 1月 9日                | UNICORN「雪が降る町」 |        |        |        |        |        |
| 2022年 1月16日                | HY「366日」 |        |        |        |        |        |
| 2022年 1月30日                | フィロソフィーのダンス「なんで？」 |        |        |        |        |        |
| 2022年 2月 6日                | PSY・S「Friends or Lovers」 |        |        |        |        |        |
| 2022年 2月13日                | milet「Fly High」 |        |        |        |        |        |
| 2022年 2月20日                | Kep1er「WA DA DA」 |        |        |        |        |        |
| 2022年 2月27日                | ZOO「Choo Choo TRAIN」 |        |        |        |        |        |
| 2022年 3月 6日                | CHAGE and ASKA「SAY YES」 |        |        |        |        |        |
| 2022年 3月13日                | The Fifth Dimension「Aquarius / Let the Sunshine In」 |        |        |        |        |        |
| 2022年 3月20日                | エイトロー「春を告げる」、夜にワルツ「夜に駆ける」、リメリック「bad guy」 |        |        |        |        |        |
| 2022年 3月27日                | 「A列車で行こう」Duke Ellington、Manhattan Jazz Quintet、奥田弦、松永貴志 「情熱大陸」益子侑＆デラックス、葉加瀬太郎 |        |        |        |        |        |
| 2022年 4月 3日                | Snow Man「ブラザービート」 |        |        |        |        |        |
| 2022年 4月10日                | 星野源「喜劇」 |        |        |        |        |        |
| 2022年 4月17日                | ゴホウビ「NO RAIN, NO RAINBOW」、RAG FAIR「全員がヒーロー」 |        |        |        |        |        |
| 2022年 4月24日                | The Beatles「Help!」、赤い公園「絶対的な関係」、スピッツ「花泥棒」 吉田美奈子「ケッペキにいさん」、森山直太朗「うんこ」、星野源「化物」 |        |        |        |        |        |
| 2022年 5月 1日                | John Williams「STARWARS Main Title」 |        |        |        |        |        |
| 2022年 5月 8日                | Official髭男dism「ミックスナッツ」 |        |        |        |        |        |
| 2022年 5月15日 2022年 5月22日 | 佐々木もよこ feat. 土屋礼央 & 加藤慶之 from RAG FAIR「ラジオのトリコ」 |        |        |        |        |        |
| 2022年 5月29日                | Ylvis「The Fox」、RADIO FISH「PERFECT HUMAN」 |        |        |        |        |        |
| 2022年 6月12日                | 水曜日のカンパネラ「バッキンガム」 |        |        |        |        |        |
| 2022年 6月19日                | Tani Yuuki「W/X/Y」 |        |        |        |        |        |
| 2022年 6月26日                | マカロニえんぴつ「なんでもないよ、」 |        |        |        |        |        |
| 2022年 7月 3日                | 織田哲郎「いつまでも変わらぬ愛を」 |        |        |        |        |        |
| 2022年 7月17日                | Little Glee Monster「世界はあなたに笑いかけている」「magic!」 |        |        |        |        |        |
| 2022年 7月24日                | TWICE「Celebrate」 |        |        |        |        |        |
| 2022年 7月31日                | 緑黄色社会「キャラクター」 |        |        |        |        |        |
| 2022年 8月 7日                | Mrs. GREEN APPLE「ダンスホール」 |        |        |        |        |        |
| 2022年 8月14日                | kōkua「Progress」 |        |        |        |        |        |
| 2022年 8月21日                | 東京スカパラダイスオーケストラ feat.奥田民生「美しく燃える森」 |        |        |        |        |        |
| 2022年 8月28日                | 打首獄門同好会「カンガルーはどこに行ったのか」 |        |        |        |        |        |
| 2022年 9月 4日                | aiko「September」、竹山まりや「SEPTEMBER」 |        |        |        |        |        |
| 2022年 9月11日                | クリープハイプ「憂、燦々」 |        |        |        |        |        |
| 2022年 9月18日                | SOFFet「Beautiful Smile with Tokyo Junkastic Band」 |        |        |        |        |        |
| 2022年 9月25日                | BLACK BISCUITS「Timing」 |        |        |        |        |        |
| 2022年10月 2日                | 「思い出はメロディの中に～鉄道唱歌2022～」 |        |        |        |        |        |
| 2022年10月16日                | Ado「新時代」 |        |        |        |        |        |
| 2022年10月23日                | Vaundy「mabataki」 |        |        |        |        |        |
| 2022年10月30日                | THE BOOM「島唄」 |        |        |        |        |        |
| 2022年11月 6日                | 小沢健二「ラブリー」 |        |        |        |        |        |
| 2022年11月13日                | ミドリカワ書房「リンゴガール」 |        |        |        |        |        |
| 2022年11月20日                | なにわ男子「ハッピーサプライズ」 |        |        |        |        |        |
| 2022年11月27日                | Aimer「残響散歌」 |        |        |        |        |        |
| 2022年12月 4日                | 広瀬香美「プレミアムワールド」 |        |        |        |        |        |
| 2022年12月11日                | 山下達郎「クリスマス・イブ」 |        |        |        |        |        |
| 2022年12月18日                | ファットボーイ・スリム「Because We Can」 |        |        |        |        |        |
| 2022年12月25日                | カノエラナ、Wienners、Ran 佐々木もよこ「ラジオのトリコ (feat. 土屋礼央 & 加藤慶之)」 |        |        |        |        |        |
| 2023年                        | |        |        |        |        |        |
| 2023年 1月 1日                | 安全地帯「I Love Youからはじめよう」 |        |        |        |        |        |
| 2023年 1月 8日                | 10-FEET「第ゼロ感」 |        |        |        |        |        |
| 2023年 1月15日                | 中島美嘉「雪の華」 |        |        |        |        |        |
| 2023年 1月22日                | 中島美嘉「WILL」、MISIA「Everything」、キリンジ「エイリアンズ」、冨田ラボ「眠りの森 feat.ハナレグミ」 |        |        |        |        |        |
| 2023年 1月29日                | 平井堅「瞳をとじて」、JUJU「やさしさで溢れるように」、スピッツ「春の歌」、椎名林檎「丸ノ内サディスティック」 |        |        |        |        |        |
| 2023年 2月 5日                | BONNIE PINK「Heaven's Kitchen」、原田知世「ロマンス」、The Cardigans「Carnival」 Cloudberry Jam「Elevator」 |        |        |        |        |        |
| 2023年 2月12日                | aiko「果てしない二人」 |        |        |        |        |        |
| 2023年 2月19日                | Saucy Dog「シンデレラボーイ」 |        |        |        |        |        |
| 2023年 2月26日                | 百足&韻マン「君のまま」 |        |        |        |        |        |
| 2023年 3月 5日                | ぼっちぼろまる「おとせサンダー」 |        |        |        |        |        |
| 2023年 3月12日                | マイア・ヒラサワ「Boom!」 |        |        |        |        |        |
| 2023年 3月19日                | Mrs. GREEN APPLE「私は最強」 |        |        |        |        |        |
| 2023年 3月26日                | 東京スカパラダイスオーケストラ「青い春のエチュード feat. 長屋晴子（緑黄色社会）」 |        |        |        |        |        |
| 2023年 4月 2日                | 米津玄師「LADY」 |        |        |        |        |        |
| 2023年 4月 9日                | Lucky Kilimanjaro「一筋差す」 |        |        |        |        |        |
| 2023年 4月16日                | YOASOBI「アイドル」 |        |        |        |        |        |
| 2023年 4月23日                | 斉藤和義「底無しビューティー」 |        |        |        |        |        |
| 2023年 4月30日                | 新しい学校のリーダーズ「最終人類」 |        |        |        |        |        |
| 2023年 5月 7日                | スピッツ「美しい鰭」 |        |        |        |        |        |
| 2023年 5月14日                | 大野克夫「名探偵コナン メイン・テーマ」 |        |        |        |        |        |
| 2023年 5月21日                | ポセイドン・石川「あんたがたどこさ」「ピカレスク・サマー(feat.チャンサキ)」「シャチに目をつけられて」 |        |        |        |        |        |
| 2023年 5月28日                | imase「アナログライフ」 |        |        |        |        |        |
| 2023年 6月 4日                | SixTONES「人人人 -PLAYLIST Performance Day.6 ver.-」 |        |        |        |        |        |
| 2023年 6月18日                | SixTONES「こっから」 |        |        |        |        |        |
| 2023年 6月25日                | 松木美定「舞台の上で」「人生の銀幕」 |        |        |        |        |        |
| 2023年 7月 2日                | 10-FEET「第ゼロ感」、Mrs. GREEN APPLE「私は最強」、SixTONES「こっから」 |        |        |        |        |        |
| 2023年 7月 9日                | MONKEY MAJIK「Around The World」 |        |        |        |        |        |
| 2023年 7月16日                | Official髭男dism「TATTOO」 |        |        |        |        |        |
| 2023年 7月23日                | JUNG KOOK「Seven (feat. Latto)」 |        |        |        |        |        |
| 2023年 7月30日                | LiSA「REALiZE」 |        |        |        |        |        |
| 2023年 8月 6日                | Gacharic Spin「MindSet」 |        |        |        |        |        |
| 2023年 8月13日                | Superfly「やさしい気持ちで (マイ・エレメントver.)」 |        |        |        |        |        |
| 2023年 8月20日                | indigo la End「夏夜のマジック」 |        |        |        |        |        |
| 2023年 9月 3日                | 新しい学校のリーダーズ「マ人間」 |        |        |        |        |        |
| 2023年 9月10日                | Te Ranga Raw「Ka mate」 |        |        |        |        |        |
| 2023年 9月17日                | 臼井ミトン「胸がキュン」 |        |        |        |        |        |
| 2023年10月 1日                | Chicago「Saturday in the Park」 |        |        |        |        |        |
| 2023年10月 8日                | Ado「唱」 |        |        |        |        |        |
| 2023年10月15日                | NewJeans「ETA」 |        |        |        |        |        |
| 2023年10月22日                | RAG FAIR「ユラユラ」 |        |        |        |        |        |
| 2023年10月29日                | Mrs. GREEN APPLE「Feeling」「norn」「私は最強」 |        |        |        |        |        |
| 2023年11月 5日                | B'z「だからその手を離して」「太陽のKomachi Angel」「Easy Come, Easy Go!」「孤独のRunaway」 「LADY NAVIGATION」「BLOWIN'」 |        |        |        |        |        |
| 2023年11月12日                | 中納良恵・さかいゆう・趣里「ハッピー☆ブギ」、Cow Cow Davenport「Cow Cow Blues」 John Lee Hooker「Boom Boom」、Tommy Emmanuel「Guitar Boogie」、Earth, Wind & Fire「Boogie Wonderland」 The Jacksons「Blame It on the Boogie」、ズボンドズボン「knock! knock!」 |        |        |        |        |        |
| 2023年11月19日                | THE ALFEE「メリーアン」 |        |        |        |        |        |
| 2023年11月26日                | GACKT「Vanilla」 |        |        |        |        |        |
| 2023年12月 3日                | 岩崎宏美「シンデレラ・ハネムーン(スピードアップVer.)」、中島美嘉「ORION」、カメレオン・ライム・ウーピーパイ「7days」 |        |        |        |        |        |
| 2023年12月10日                | ano「ちゅ、多様性。」 |        |        |        |        |        |
| 2023年12月17日                | STU48「花は誰のもの?」 |        |        |        |        |        |
| 2023年12月31日                | YOASOBI「アイドル」 |        |        |        |        |        |
| 2024年                        | |        |        |        |        |        |
| 2024年 1月 7日                | 星野源「生命体」 |        |        |        |        |        |
| 2024年 1月14日                | Vaundy「タイムパラドックス」 |        |        |        |        |        |
| 2024年 1月21日                | ENDRECHERI「勃」 |        |        |        |        |        |
| 2024年 1月28日                | hitomi「LOVE 2000」 |        |        |        |        |        |
| 2024年 2月 4日                | Original Love「接吻 (Album Version)」 |        |        |        |        |        |
| 2024年 2月11日                | Omoinotake「One Day」 |        |        |        |        |        |
| 2024年 2月18日                | Creepy Nuts「板の上の魔物」 |        |        |        |        |        |
| 2024年 2月25日                | DREAMS COME TRUE「うれしい!たのしい!大好き! ('EVERLASTING' VERSION)」 |        |        |        |        |        |
| 2024年 3月 3日                | 海蔵亮太「銀の龍の背に乗って」 |        |        |        |        |        |
| 2024年 3月10日                | Ayumu Imazu「Obsessed」 |        |        |        |        |        |
| 2024年 3月17日                | Uru「ランデヴー」 |        |        |        |        |        |
| 2024年 3月24日                | 所ジョージ「下を向いて座ろう」 |        |        |        |        |        |
| 2024年 3月31日                | 岡崎体育「おっさん」 |        |        |        |        |        |
| 2024年 4月 7日                | 緑黄色社会「花になって」 |        |        |        |        |        |
| 2024年 4月14日                | 星街すいせい「ビビデバ」 |        |        |        |        |        |
| 2024年 4月21日                | ILLIT「Magnetic」 |        |        |        |        |        |
| 2024年 4月28日                | BE：FIRST「Masterplan」 |        |        |        |        |        |
| 2024年 5月 5日                | YOASOBI「ツバメ」 |        |        |        |        |        |
| 2024年 5月12日                | 友成空「改札」 |        |        |        |        |        |
| 2024年 5月19日                | 宇多田ヒカル「traveling (Re-Recording)」 |        |        |        |        |        |
| 2024年 5月26日                | Mr.Children「記憶の旅人」 |        |        |        |        |        |
| 2024年 6月 2日                | 椎名林檎とAI「生者の行進」 |        |        |        |        |        |
| 2024年 6月 9日                | Mrs. GREEN APPLE「ライラック」 |        |        |        |        |        |
| 2024年 6月16日                | ゆず「夏色」 |        |        |        |        |        |
| 2024年 6月23日                | 絢香×コブクロ「WINDING ROAD」 |        |        |        |        |        |
| 2024年 6月30日                | MY FIRST STORY×HYDE「夢幻」 |        |        |        |        |        |
| 2024年 7月 7日                | スピッツ「チェリー」 |        |        |        |        |        |
| 2024年 7月14日                | 木村カエラ「Butterfly」 |        |        |        |        |        |
| 2024年 7月28日                | Official髭男dism「B-Side Blues」 |        |        |        |        |        |
| 2024年 8月 4日                | こっちのけんと「はいよろこんで」 |        |        |        |        |        |
| 2024年 8月11日                | Mrs. GREEN APPLE「アポロドロス」 |        |        |        |        |        |
| 2024年 8月18日                | 礼賛「スケベなだけで金がない」 |        |        |        |        |        |
| 2024年 8月25日                | aiko「skirt」 |        |        |        |        |        |
| 2024年 9月 1日                | 安全地帯「夏の終りのハーモニー」 |        |        |        |        |        |
| 2024年 9月 8日                | 小沢健二「今夜はブギー・バック」 |        |        |        |        |        |
| 2024年 9月15日                | オーイシマサヨシ「Sea of Wonderland」 |        |        |        |        |        |
| 2024年 9月22日                | ROCKETMAN「どうにかなりそう feat.トミタ栞」 |        |        |        |        |        |
| 2024年 9月29日                | Vaundy「GORILLA芝居」 |        |        |        |        |        |
| 2024年10月 6日                | とんねるず「情けねえ」 |        |        |        |        |        |
| 2024年10月13日                | NEWS「チャンカパーナ」 |        |        |        |        |        |
| 2024年10月20日                | ポケットビスケッツ「YELLOW YELLOW HAPPY (Album Version)」 |        |        |        |        |        |
| 2024年10月27日                | クレイジーケンバンド「世界、西原商会の世界！」 |        |        |        |        |        |
| 2024年11月 3日                | スガシカオ「ゼロジュウ」 |        |        |        |        |        |
| 2024年11月10日                | 秦基博×ハナレグミ「No Where Now Here」 |        |        |        |        |        |
| 2024年11月17日                | Official髭男dism「SOULSOUP」 |        |        |        |        |        |
| 2024年11月24日                | AKASAKI「Bunny Girl」 |        |        |        |        |        |
| 2024年12月 1日                | tuki.「晩餐歌 (弾き語りver)」 |        |        |        |        |        |
| 2024年12月 8日                | ROSÉ & Bruno Mars「APT.」 |        |        |        |        |        |
| 2024年12月15日                | マライア・キャリー「恋人たちのクリスマス（All I Want for Christmas Is You）」 |        |        |        |        |        |
| 2024年12月22日                | B'z「イチブトゼンブ」 |        |        |        |        |        |
| 2024年12月29日                | 安全地帯「悲しみにさよなら」 |        |        |        |        |        |
| 2025年                        | |        |        |        |        |        |
| 2025年 1月 5日                | 三山ひろし「恋…情念」 |        |        |        |        |        |
| 2025年 1月12日                | 清野研太朗「ひとりぼっち狂想曲」 |        |        |        |        |        |
| 2025年 1月19日                | wacci「別の人の彼女になったよ」 |        |        |        |        |        |
| 2025年 1月26日                | Ado「エルフ」 |        |        |        |        |        |
| 2025年 2月 2日                | チャットモンチー「シャングリラ」 |        |        |        |        |        |
| 2025年 2月 9日                | 中森明菜「飾りじゃないのよ涙は」 |        |        |        |        |        |
| 2025年 2月16日                | 岡崎体育「キミの冒険」 |        |        |        |        |        |
| 2025年 2月23日                | エアロスミス「ミス・ア・シング（I Don’t Want to Miss a Thing）」 |        |        |        |        |        |
| 2025年 3月 2日                | UNICORN「ヒゲとボイン」 |        |        |        |        |        |
| 2025年 3月 9日                | シャ乱Q「新・ラーメン大好き小池さんの唄」、半﨑美子「地球へ」 |        |        |        |        |        |
| 2025年 3月16日                | 松浦亜弥「Addicted」 |        |        |        |        |        |
| 2025年 3月23日                | サカナクション「怪獣」 |        |        |        |        |        |
| 2025年 3月30日                | フジファブリック「銀河（Album ver.）」 |        |        |        |        |        |
| 2025年 4月 6日                | 玉置浩二「JUNK LAND」 |        |        |        |        |        |
| 2025年 4月13日                | Cynthia Erivo「Defying Gravity (feat. Ariana Grande)」 |        |        |        |        |        |
| 2025年 5月11日                | 平井堅&草野マサムネ「わかれうた」 |        |        |        |        |        |
| 2025年 5月18日                | リチャード・チェンバレン「(They Long to Be) Close to You」 |        |        |        |        |        |
| 2025年 5月25日                | 渡辺真知子「かもめが翔んだ日」 |        |        |        |        |        |
| 2025年 6月 8日                | 及川光博「今夜、桃色クラブで。」 |        |        |        |        |        |
| 2025年 6月15日                | 大森元貴「絵画」 |        |        |        |        |        |
| 2025年 6月22日                | 岡本知高「あなたに太陽を」 |        |        |        |        |        |
| 2025年 6月29日                | 三浦大知「決戦は金曜日」 |        |        |        |        |        |
| 2025年 7月 6日                | 古内東子「大丈夫」 |        |        |        |        |        |
| 2025年 7月20日                | cool drive makers「Call my name」 |        |        |        |        |        |
| 2025年 7月27日                | 椎名林檎「罪と罰」 |        |        |        |        |        |
| 2025年 8月 3日                | アル・クーパー「ジョリー」「Where Were You When I Needed You」 |        |        |        |        |        |
| 2025年 8月17日                | 東方神起「月の裏で会いましょう」 |        |        |        |        |        |

### 早口言葉「炙りカルビ」
2016年10月23日放送でカメレオンの部屋に元キリンジ堀込泰行がゲスト出演した際、ゆったりとした曲調と喋り口調を聞いた佐々木が早口言葉が得意か尋ねたのがきっかけ。その際提案された早口言葉が「炙りカルビ」。その後、不定期でゲストコーナーの締めに挑戦してもらい失敗したらコーナー終了となる。以下は挑戦者の名前。
- 2016年10月23日 堀込泰行、土屋礼央
- 2016年11月 6日 DOBERMAN INFINITY SWAY、KAZUKI

### カメレオンのベロ「教えて偉い人」
放送開始時から2017年3月26日まで放送された番組が気になるありとあらゆる物事に関して、偉い人や専門家に電話を繋ぎ解説してもらうコーナー。ナイター中継のシーズンへ突入し放送するコーナーが変更になった為終了となった。

### PCA（ペアレント・カメレオン・アソシエーション）
放送開始から2017年3月26日から放送された保育園の父母会の会長を1年経験したことがある土屋の経験を活かし、子育てに関するエピソードや相談をリスナーから紹介するコーナー。教えて偉い人同様ナイター中継のシーズンへ突入し放送するコーナーが変更になった為終了となった。

### ディベートカメレオン
放送開始から2017年9月24日まで放送された、意見が2つに分かれる物事に関してリスナーに意見を求めてディベート形式で討論をするコーナー。
土屋は両方の意見を聞いてそれに合わせたコメントを即興で喋るため、元の話とかけ離れたことを言うことがあり、メールの度に意見を変えるのでポジションとしては中立ではない。
2016年12月18日放送回ではクリスマス派が佐々木、正月派は土屋に分かれて討論をし、以後はこのシステムで放送することになり、意見が分かれた際にはくじ引きでプレゼンを行う。
2017年8月27日放送からはTwitterのアンケート機能を使ってディベート後の意見を募集する事になる。
新コーナー開始に伴い2017年9月24日をもって終了となった。
- 2016年10月 2日 トイレットペーパー シングルVSダブル
- 2016年10月 9日 ランドセル 赤黒VSカラフル
- 2016年10月23日 ギターVSベース
- 2016年10月30日 眼鏡VSコンタクト
- 2016年11月 6日 シュークリームVSエクレア
- 2016年11月13日 髪の毛の長さ ショートVSロング
- 2016年11月20日 お化けはいるVSいない
- 2016年11月27日 塩VS砂糖
- 2016年12月 4日 一戸建てVSマンション
- 2016年12月11日 ラーメンVSお茶漬け
- 2016年12月18日 クリスマスVS正月
- 2016年12月25日 蕎麦VSうどん
- 2017年 1月 1日 正月は お雑煮VSおしるこ
- 2017年 1月 8日 大事なのはお金VS愛
- 2017年 1月15日 豆腐は 絹VS木綿
- 2017年 1月22日 レオナルド・ディカプリオVSレオ・ツチヤ（土屋礼央）
- 2017年 1月29日 ステーキVS焼肉
- 2017年 2月 5日 旅行に行くなら 沖縄VS北海道
- 2017年 2月12日 恋愛 告白したい派VSされたい派
- 2017年 2月19日 トトロVSトロロ
- 2017年 2月26日 佐々木希VS佐々木もよこ
- 2017年 3月 5日 3月VS4月
- 2017年 3月12日 アラサーVSアラフォー
- 2017年 3月19日 買い物は1人VS2人
- 2017年 3月26日 地上VS地下
- 2017年 4月 2日 野球はエースVS4番
- 2017年 4月 9日 昼VS夜
- 2017年 4月16日 おはようのチューVSおやすみのチュー
- 2017年 4月23日 掛け算VS割り算
- 2017年 4月30日 カラオケで店員が来る前に歌っているVS歌わない
- 2017年 5月 7日 連休最終日に遊ぶVS休む
- 2017年 5月14日 母親にするなら さくらすみえ（ちびまる子ちゃん）VSサザエさん
- 2017年 5月21日 歌うなら 無伴奏VS演奏あり
- 2017年 5月28日 ティントVS眉ティント
- 2017年 6月 4日 タイムマシンで戻るなら 過去VS未来
- 2017年 6月11日 BBクリームVS CCクリーム
- 2017年 6月18日 ピザVSパスタ
- 2017年 6月25日 戻るなら 小学生VS中学生
- 2017年 7月 2日 冷やし中華VSそうめん
- 2017年 7月 9日 本を読むなら 紙VSデジタル
- 2017年 7月16日 宣伝対決 土屋礼央VS佐々木もよこ
- 2017年 7月23日 夏のお風呂 湯船VSシャワー
- 2017年 7月30日 焼肉に白米は いるVSいらない
- 2017年 8月 6日 乗るなら 車VS電車
- 2017年 8月13日 歯磨き するVSしない
- 2017年 8月20日 恋愛はいるVSいらない
- 2017年 8月27日 今日の夕飯にしたいもの ローストビーフVSチーズハンバーグ
- 2017年 9月 3日 お風呂を出た後どう過ごす ジョギングVS美容
- 2017年 9月10日 月曜日に急にオフになったらどう過ごす スマホを置いて出かけるVS自分磨き
- 2017年 9月17日 ラジオ番組は 一人喋りVS二人喋り
- 2017年 9月24日 ○○の秋といえば 音楽の秋VSハロウィンの秋

### 薄口ペラ男の相談パーティー
2017年10月1日、8日限定コーナー。放送開始して以来、佐々木もよこはミスカメレオンやスナックもよこでテーマを考えてきている中、1年経って土屋礼央は事前に用意するなどのコーナーが無い為2017年10月1日からコーナーを立ち上げた。コーナー案を決めていなかった為10月1日と8日放送回でリスナーからやってほしいことを募集し、次項の昭和世代パーティーが開始された。

### 昭和世代パーティー
2017年10月15日から2018年3月25日まで放送されていた昭和のことが分からない佐々木もよこやリスナーの為に予め決められた年にタイムスリップし、その年に起こった事や土屋礼央が体験した出来事を振り返りながら、その年にヒットした曲をオンエアーするコーナー。
言葉で紹介するだけではなく、当時発売された物や流行した物を購入しリスナーに伝える。2018年3月25日放送分で土屋礼央が「10年後にこの続きをやろう」と言う（本来は枠移動によるコーナー再編）ことで終了した。

### 目指せテッペンしゃべろっかジャポニカ
前番組i Meet Up!から継続して放送される箱番組。パーソナリティはロッカジャポニカ。番組は別収録となっており、土屋と佐々木は出演していない。2019年4月28日で終了。

### ゆったりタイム
土屋、佐々木、番組スタッフが週替わりで持ち回り、完全プロデュースでお任せするコーナー。
緩急の緩の時間。長めの曲や続けて聴きたい2曲をセレクトし、ゆったりする時間として「目指せテッペンしゃべろっかジャポニカ」のコーナー後枠で2019年5月5日から9月29日まで放送された。
初回はトイレに行きたくなる時間としてトイレの神様を選曲。2019年10月6日より16時台後半にディスコソングをお届けするコーナーにリニューアルするとして、最終回はディスコソング2曲を選曲した。
2020年春にディスコソングを終了し、その後は土屋と佐々木が週替わりで選曲した2曲を放送している。
| 放送日        | 担当     | 選曲                                                                                    |
| ------------- | -------- | --------------------------------------------------------------------------------------- |
| 2019年5月 5日 |          | 植村花菜「トイレの神様」                                                                |
| 2019年5月12日 | 土屋     | Marlena Shaw「Street Walking' Woman」                                                   |
| 2019年5月19日 | 佐々木   | オペラ座の怪人                                                                          |
| 2019年5月26日 | スタッフ | ロッカジャポニカ「MUGEN」                                                               |
| 2019年6月 9日 | 土屋     | プラチナジャズ「はじめてのチュウ」「デビルマンのうた」                                  |
| 2019年6月16日 | 佐々木   | アラジン                                                                                |
| 2019年6月23日 | スタッフ | ジンギスカン「ジンギスカン」「めざせモスクワ」                                          |
| 2019年6月30日 | 土屋     | シュガー・ベイブ 「パレード」「今日はなんだか」(Live盤)                                 |
| 2019年7月 7日 | 佐々木   | 松田聖子「天使のウィンク」 尾崎亜美「マイ・ピュア・レディ」                             |
| 2019年7月14日 | スタッフ | 菅田将暉「さよならエレジー」「まちがいさがし」                                          |
| 2019年8月 4日 | 土屋     | 中村倫也「ホール・ニュー・ワールド」 木下晴香「ホール・ニュー・ワールド」               |
| 2019年8月18日 | 佐々木   | エドワード・エルガー「威風堂々 第1番」 SEAMO「Continue」                                |
| 2019年9月 8日 | スタッフ | 竹内まりや「MajiでKoiする5秒前」「Fly Me To The Moon」                                  |
| 2019年9月15日 | 土屋     | 氣志團「我ら思う、故に我ら在り」 三浦大知「EXCITE」 PANDORA feat. Beverly「Be The One」 |
| 2019年9月22日 | 佐々木   | BUMP OF CHICKEN「K」 槇原敬之「SPY」                                                    |
| 2019年9月29日 |          | Dead or Alive「You Spin Me Round」 Boys Town Gang「Can't Take My Eyes Off You」         |

## ラジオのトリコ
FM NACK5「カメレオンパーティー」から誕生した、ラジオ愛とラジオの魅力が詰まった楽曲。

2021年から番組内で制作を進め、2022年5月18日に配信リリースされた。
佐々木が「ラジオへの思い」を綴った手紙を元に、土屋の全面プロデュースで制作された。

佐々木のアーティストデビュー曲、土屋は作詞・作曲・編曲まで手がけた自身初の完全プロデュース作品となる。

### 楽曲情報
『ラジオのトリコ』 佐々木もよこ feat. 土屋礼央 & 加藤慶之 from RAG FAIR
(2022年5月18日配信リリース)
- 歌：佐々木もよこ
- 作詞：佐々木もよこ／土屋礼央(RAG FAIR)
- 作曲・編曲：土屋礼央(RAG FAIR)
- コーラス：加藤慶之(RAG FAIR)／土屋礼央(RAG FAIR)
- ジャケットイラスト：植万由香

### 制作過程
土屋礼央プロデュース もよこちゃんの楽曲制作プロジェクト
かねてより話題に上がっていた『もよこちゃんの曲を作る』を土屋の2021年の目標に掲げ、楽曲制作の過程を報告するコーナー。2021年1月24日からスタートし、4月の頭までにメロディーの骨格を作り、佐々木もよこの誕生日4月23日の完成を目指した。
土屋が考える「もよこちゃんの声を活かした形」を元に、佐々木の希望やその場のトークで生まれたアイデアを取り入れ、鍵盤を弾き歌いながら曲作りの裏側を公開していた。
2021年4月4日の「曲の途中ですみません」のコーナーを「特別編 作曲の途中ですみません」として、土屋が歌う『もよこちゃんの曲』のデモ音源を初公開。佐々木から出てきたワード、「ラジオが好き」 「Netflixに負けるな」の思い、「ラジオに飛び込んで、ラジオのとりこになった」佐々木とラジオのヒストリーを歌詞に取り入れている。以降5月2日まで同コーナー内で毎週制作過程を報告した。
佐々木の誕生日直後の4月25日の放送で土屋が歌詞をはめて弾き語りし、たたき台として披露。翌5月2日の放送で佐々木が歌う曲のキーと1番の歌詞が決まり、佐々木が歌って土屋に送った歌と、そこから修正を加えた土屋の生歌を放送。2番の歌詞の展望を語った。
以降は番組外で制作を進めており、放送内で進捗状況が報告された。
同年12月6日に佐々木の歌録りが完了し、レコーディングの様子をYouTubeチャンネル『もよこちゃんねる。』で公開している。
佐々木の2021年の目標は「YouTube登録者数5000人」。目標達成でグラビア掲載を公約し、それぞれの目標が達成されなかった場合は宣材写真が「サングラスと羽をつけた写真」(RAG FAIRデビュー当時の土屋礼央を模した写真)に変更されるとしていたが、12月12日放送の「ミスカメレオン」のコーナーでの「目標達成に向けての作戦会議」により、目標達成での公約が同曲『あなたの虜になった(仮)』のミュージックビデオの制作・公開に変更された。尚、チャンネル登録者数は『もよこちゃんねる。』『佐々木もよこの勝手に美容通販！』両チャンネル登録者数の合算で5000人とする。同年12月26日の放送中に目標達成し、2022年にミュージックビデオの制作が決定した。
2022年4月24日にはディレクターが作成したチラシを公開、『ラジオのトリコ』佐々木もよこ feat. 土屋礼央 & 加藤慶之 from RAG FAIR として同年5月18日に配信リリースされた。
同年8月7日にはNACK5公式YouTubeチャンネル『NACK5チャンネル』にて、自ら制作を手がけた同曲のミュージックビデオが公開された。
| 放送日         | 進捗状況 |        |        |        |        |        |
| 2021年         | 2021年 | 2021年 | 2021年 | 2021年 | 2021年 | 2021年 |
| -------------- | --- | ------ | ------ | ------ | ------ | ------ |
| 2021年 4月 4日 | 土屋が作ったデモ音源を初公開 |        |        |        |        |        |
| 2021年 4月11日 | 佐々木が書いた「ラジオへの手紙」を元に、メロディに乗せて歌詞のストーリー展開を練った                                                            |        |        |        |        |        |
| 2021年 4月18日 | 前週のストーリー展開を元に佐々木がラジオへの思いを書いた詞を紹介                                                                                |        |        |        |        |        |
| 2021年 4月25日 | 土屋が詞をはめて弾き語りで披露。たたき台として佐々木へ委ねた                                                                                    |        |        |        |        |        |
| 2021年 5月 2日 | 佐々木が歌う曲のキーと歌詞が決まり、1番が完成                                                                                                   |        |        |        |        |        |
| 2021年 5月 9日 | 土屋が2番の構想とストーリーを佐々木に送った |        |        |        |        |        |
| 2021年 5月16日 | フル尺のデモが完成 |        |        |        |        |        |
| 2021年 5月23日 | 土屋がコーラスラインの入ったオケのデモ音源を佐々木に送った                                                                                      |        |        |        |        |        |
| 2021年 6月 6日 | 歌詞のやりとりをしてフル尺の歌詞がはまった |        |        |        |        |        |
| 2021年 6月27日 | 歌詞がよりメロにはまるよう、やりとりしながら詰めている                                                                                          |        |        |        |        |        |
| 2021年 7月25日 | 歌詞がほぼ完成 |        |        |        |        |        |
| 2021年 8月22日 | 佐々木の声質に合わせてアレンジ作業中 |        |        |        |        |        |
| 2021年 9月26日 | 最新版のデモ音源と、ジングルを放送 |        |        |        |        |        |
| 2021年11月14日 | レコーディングスケジュールが決定 |        |        |        |        |        |
| 2021年12月 5日 | 明日レコーディング |        |        |        |        |        |
| 2021年12月12日 | 12月6日に歌録り完了。レコーディングの様子をYouTubeチャンネル『もよこちゃんねる。』で公開                                                        |        |        |        |        |        |
| 2021年12月26日 | 佐々木の2021年の目標「YouTube登録者数5000人」を達成し、ミュージックビデオの制作が決定                                                           |        |        |        |        |        |
| 2022年         | |        |        |        |        |        |
| 2022年 1月 2日 | 「ミスカメレオン」のコーナーで「あなたの虜になった(仮)〜MV作戦会議〜」を放送                                                                    |        |        |        |        |        |
| 2022年 2月13日 | 98%完成版の1番を放送。コーラスにRAG FAIRの加藤慶之の参加を発表                                                                                  |        |        |        |        |        |
| 2022年 2月20日 | 完成版をフル尺で放送 |        |        |        |        |        |
| 2022年 2月27日 | 「ミスカメレオン」のコーナーで歌詞を発表。曲作りの過程を振り返った                                                                              |        |        |        |        |        |
| 2022年 3月27日 | 同曲『ラジオのトリコ(仮)』近日楽曲配信予定 ジャケット画像のイラストをリスナーとNACK5 NEWSの植万由香に募集                                       |        |        |        |        |        |
| 2022年 4月24日 | 『ラジオのトリコ』佐々木もよこ feat. 土屋礼央 & 加藤慶之 from RAG FAIR【情報解禁】 植万由香が描いたジャケットイラストが載ったチラシが公開された |        |        |        |        |        |
| 2022年 5月15日 | 『ラジオのトリコ』佐々木もよこ feat. 土屋礼央 & 加藤慶之 from RAG FAIR 2022年5月18日配信スタート                                                |        |        |        |        |        |
| 2022年 5月22日 | 『ラジオのトリコ』の振り付けを放送中に収録し、TikTokで公開した                                                                                  |        |        |        |        |        |
| 2022年 6月 5日 | 前半・後半に分かれた変則放送、間のサッカー中継放送中の2時間20分で『ラジオのトリコ』のMVを撮影した                                               |        |        |        |        |        |
| 2022年 6月26日 | MVの完成を報告。関係各所の確認作業を経て公開予定                                                                                                |        |        |        |        |        |
| 2022年 7月29日 | 土屋が『ラジオのトリコ』のコード表を公開 |        |        |        |        |        |
| 2022年 7月31日 | 先日公開したコード表を元に、コード表の読み方や初心者向けの楽しみ方を放送内で解説した                                                            |        |        |        |        |        |
| 2022年 8月 7日 | 『ラジオのトリコ』MVをNACK5公式YouTubeチャンネルにて公開                                                                                        |        |        |        |        |        |

## 出張公開生放送
| 日付           | タイトル                                                                                                  | 会場                                     |
| -------------- | --- | ---------------------------------------- |
| 2017年 2月12日 | PREMIUM WINTER SPECIAL 2017 首都高presents「カメレオンパーティー」                                        | アリオ川口                               |
| 2017年 3月19日 | PREMIUM WINTER SPECIAL 2017「カメレオンパーティー」                                                       | 三井アウトレットパーク多摩南大沢         |
| 2018年 6月10日 | NACK5 × Sunshine City “大宮発・池袋行” ありがとっ！感謝の礼 〜お祭り騒ぎの5連発〜「カメレオンパーティー」 | 池袋サンシャインシティ噴水広場           |
| 2018年10月 7日 | 埼玉工業大学 presents「カメレオンパーティー」SPECIAL                                                      | 埼玉工業大学 学園祭 秋桜祭               |
| 2019年 4月28日 | NACK5 × Sunshine City 平成最後の3日間！G.W出張公開生放送スペシャル！「カメレオンパーティー」              | 池袋サンシャインシティ噴水広場           |
| 2019年12月22日 | NACK5「カメレオンパーティー」出張公開生放送                                                               | 池袋サンシャインシティ噴水広場           |
| 2023年10月29日 | NACK5「カメレオンパーティー」出張公開生放送                                                               | 池袋サンシャインシティ噴水広場           |
| 2024年 3月24日 | 西武鉄道 presents「カメレオンパーティー」SPECIAL                                                          | 所沢駅「とこてらす」                     |
| 2025年 3月 9日 | アルネットホーム presents「NACK5 ラーメンフェスティバル2025 カメレオンパーティー」出張公開生放送          | さいたまスーパーアリーナ「けやきひろば」 |

## 公式YouTubeチャンネル
2021年11月1日から11月30日までNACK5公式YouTubeチャンネル『NACK5チャンネル』にて「NACK5 NVグランプリ 2021」を開催、参加動画が投稿された。
佐々木のセルフプロデュースコーナー「ミスカメレオン」、夜カメパ限定コーナー「スナックもよこ」の生放送の様子を収録したものを、土屋が動画編集して公開された。
| 投稿日         | タイトル                                                                               | 備考                  |
| -------------- | -------------------------------------------------------------------------------------- | --------------------- |
| 2021年11月16日 | 【カメレオンパーティー】ミスカメレオンの舞台裏！エア法螺貝編【Officialホラ男dism】     | 2021年11月7日放送より |
| 2021年11月25日 | 【スナックもよこ】タラちゃんがリスナーのお悩みに答えます！【カメレオンパーティー】     | 2021年9月12日放送より |
| 2021年11月26日 | 【スナックもよこ】デヴィ夫人がリスナーのお悩みに答えます！【カメレオンパーティー】     | 2021年9月5日放送より  |
| 2021年11月27日 | 【スナックもよこ】芦田愛菜ちゃんがリスナーのお悩みに答えます！【カメレオンパーティー】 | 2021年9月19日放送より |
| 2021年11月28日 | 【スナックもよこ】佐々木もよこ？がリスナーのお悩みに答えます！【カメレオンパーティー】 | 2021年9月26日放送より |

## その他
- 2016年10月16日放送分・2022年7月10日放送分は特別番組により休止となった。
- 2017年12月31日21:00から2018年1月1日5:00に、年越し番組「カメレオンカウントダウンパーティー」の8時間生放送があり、当日の通常放送と合わせて計13時間放送された。
- 2020年3月、新型コロナウィルスの影響のため公開生放送を一時休止し、NACK5大宮本社スタジオからの放送に切り替わった。その後も感染拡大状況に応じて公開再開と休止を繰り返したり、観覧人数の制限を設けたりしていたが、2023年5月より、制限を撤廃した上での公開生放送が再開された。但し、ゲストコーナー「カメレオンの部屋」で特定アーティストが生出演するときに混雑が予想される時は、当日配布される整理券が必要な場合もある[24]
- 2020年8月9日の放送中に「今日が200回放送らしい」と発表。
前任のプロデューサーから引き継いだ現・プロデューサーは200回、立ち上げ当時からのスタッフは203回と意見が分かれていたが、統括しているディレクターから「たぶん200回」とエクセルの表が提示され、おそらく200回という事で落ち着いた。
- 2020年10月4日の放送から5年目に突入し[25][26]、トークパートのBGMがリニューアル。
- 2021年3月に番組ステッカーが完成し、同年3月14日の放送から2022年4月10日放送回まで毎週抽選で10名にプレゼントしていた。デザインは番組リスナーの ほま社長。ステッカーは非接触型ICカードに貼って個人情報を一時的に目隠しできる仕様になっている。
- 同年6月に新たなノベルティとして新デザインの番組ステッカーと「ラジオのトリコ」のジャケットデザインのトートバッグが完成。デザインは植万由香。プレゼント開始の6月19日放送回にはメールテーマ「ふつおた」のメールが読まれたリスナー全員にステッカーが送られた。以後毎週抽選でステッカーは10名、トートバッグは3名にプレゼントしている。
- 2021年8月29日の放送で、今後短縮版の日のメッセージテーマは「ふつおた」とすることを決定、発表。同年10月24日の放送で今後のスペシャルウイークのメッセージテーマも「ふつおた」とすることも決定、発表した。
- 2021年10月3日の放送から6年目に突入し[27]、当時制作中だった『ラジオの虜（仮）』から派生したジングルがオンエアされた。
- 同年10月10日放送の「ミスカメレオン」のコーナーで佐々木が自作の番組ジングルを発表したのを皮切りにリスナーから番組ジングルを募集。土屋と佐々木の声素材を期間限定で公開して11月7日まで受付し、12月5日放送の同コーナーで19作品を発表。ディレクターセレクトの「カメパ賞」、「土屋礼央賞」、佐々木セレクトの「ミスカメレオン賞」に3作品が選ばれた。受賞作は今後番組内で使用される。
- 2022年10月2日の放送から7年目に突入[28]。同年10月16日には土屋作の新ジングルが放送された。